# Canal Onex
 (août 2025).
Motif : manque de sources secondaires centrées
- Archive Wikiwix
- Bing
- Cairn
- DuckDuckGo
- E. Universalis
- Gallica
- Google
- G. Books
- G. News
- G. Scholar
- Persée
- Qwant
- (zh) Baidu
- (ru) Yandex
- (wd) trouver des œuvres sur Wikidata

| 1. | Préciser le motif de la pose du bandeau. | Précisez le motif de la pose du bandeau en utilisant la syntaxe suivante : {{admissibilité à vérifier\|date=août 2025\|motif=remplacez ce texte par le motif}}                  |
| 2. | Informer les utilisateurs concernés.     | Pensez à avertir le créateur de l'article, par exemple, en insérant le code ci-dessous sur sa page de discussion : {{subst:avertissement admissibilité à vérifier\|Canal Onex}} |

Canal Onex était une chaîne de télévision suisse de proximité, qui diffusait sur la commune genevoise d'Onex depuis le 16 février 2004. La diffusion se faisait exclusivement sur le réseau câblé de la commune.
Les émissions étaient réalisées par une petite équipe et un certain nombre de journalistes indépendants, diffusées en boucle à l'antenne.
Depuis 2008, des podcasts des émissions étaient disponibles sur le site officiel.
Dès le 1er janvier 2017, le programme local est repris par la chaine Léman Bleu, à la suite d'une AIMP. En dépit d'une pétition, signée par de nombreux habitants qui souhaitaient la sauvegarde d'un média qui était apprécié.
Le 23 octobre 2017, un groupe de personnes crée l'Association RésOnex. L'association a pour but de créer et maintenir les conditions cadres pour la remise en place et l’exploitation d’une télévision locale (TV Onex). Dès août 2018, TV Onex diffuse des émissions via son propre canal sur Swisscom TV.